# Івана Вишич
Івана Вишич (нар. 7 жовтня 1980) — колишня хорватська тенісистка.
Найвищу одиночну позицію світового рейтингу — 406 місце досягла 29 вересня 2003, парну — 397 місце — 30 березня 1998 року.
Здобула 2 парні титули.

## Фінали ITF

### Одиночний розряд: 1 (0–1)
| Результат | Ранг | Дата           | Турнір           | Покриття | Суперниця   | Рахунок  |
| --------- | ---- | -------------- | ---------------- | -------- | ----------- | -------- |
| Поразка   | 1.   | 27 жовтня 2002 | Севілья, Іспанія | Ґрунт    | Марта Фрага | 5–7, 4–6 |

### Парний розряд: 5 (2–3)
| Результат | Ранг | Дата            | Турнір                   | Покриття | Партнерка         | Суперниці                            | Рахунок        |
| --------- | ---- | --------------- | ------------------------ | -------- | ----------------- | ------------------------------------ | -------------- |
| Перемога  | 1.   | 13 вересня 1998 | Задар, Хорватія          | Ґрунт    | Каміль Пен        | Лібуше Прушова Анна Бєлень-Жарська   | 7–6(3), 7–6(4) |
| Поразка   | 1.   | 10 вересня 2000 | Задар, Хорватія          | Ґрунт    | Маріяна Ковачевич | Петра Диздар Міа Марович             | 2–6, 3–6       |
| Поразка   | 2.   | 7 липня 2002    | Амстердам, Нідерланди    | Ґрунт    | Ленка Шнайдрова   | Крістіна Горіатопулос Аманда Огастус | 6–7(4), 4–6    |
| Поразка   | 3.   | 9 лютого 2003   | Валі-ду-Лобу, Португалія | Тверде   | Джорджа Мортелло  | Джулія Меруцці Сільвія Дісдері       | 0–6, 2–6       |
| Перемога  | 2.   | 3 квітня 2004   | Цавтат, Хорватія         | Ґрунт    | Надя Павич        | Ленка Тварошкова Ліляна Манушевич    | 7–6(1), 7–6(6) |